# سيد كامل إمامي
سيد كامل إمامي (بالكردية سەید کامیل ئیمامی) والمعروف باسم آوات وهو شاعر كردي إيراني ولد في قرية زنبيل التابعة لمدينة بوكان في إيران سنة 1903 م وتوفي في يوم 27 تموز - يوليو من عام 1989 م